# Jovica Vico
Jovica Vico (serbokroatisch-kyrillisch Јовица Вицо; * 27. Februar 1978 in der SR Bosnien-Herzegowina) ist ein ehemaliger bosnisch-herzegowinischer Fußballspieler auf der Position eines Stürmers.

## Karriere
Vico begann seine Karriere in der Heimat bei NK Čelik Zenica und wechselte anschließend nach Mexiko. Im Alter von 20 Jahren kehrte er nach Europa zurück. Er spielte fortan beim montenegrinischen Verein FK Čelik Nikšić. Vico verließ den Verein im Jahr 2000 um beim slowenischen Rekordmeister NK Maribor anzuheuern. Er konnte nicht überzeugen und wechselte nach einer Saison innerhalb Sloweniens zu NK Šmartno 1928. Der Bosnier wusste zu überzeugen, worauf der österreichische Rekordmeister Rapid Wien auf den großgewachsenen Stürmer aufmerksam wurde.
Die Hütteldorfer verpflichteten Jovica Vico im Sommer 2001. Während er in den ersten beiden Spielzeiten nicht über den Rang eines Ergänzungsspielers kam, schaffte er in seiner dritten Saison den Durchbruch. Als „Superjoker“ erzielte Vico fünf Tore in zehn Spielen. Die Zeit in Wien war, wie jene in Mexiko, durch zahlreiche Verletzungen überschattet. In Wien erlitt der Stürmer unter anderem einen Achillessehneneinriss sowie mehrere Muskelfaserrisse. Letztlich stand ein Ende seiner Profi-Karriere im Raum. Rapid Wien verlängerte aufgrund der zahlreichen Verletzungen den Vertrag nicht. NK Šmartno 1928 verpflichtete den Stürmer trotz seiner Verletzungsanfälligkeit erneut. Er lief die komplette Spielzeit kein einziges Mal auf und wechselte zurück in seine Heimat zu FK Leotar Trebinje. Beim Erstligisten spielte er in fünf Jahren lediglich 20 Mal, weshalb er 2010 zu FK Mladost Gacko in die 2. bosnische Liga wechselte. Dort beendete er im Sommer 2013 seine Karriere als Aktiver. Seit zumindest Sommer 2015 tritt er als Sportdirektor des FK Leotar Trebinje in Erscheinung.